# Roger de Vautort († um 1163)
Roger de Vautort (auch Roger I de Vautort) († um 1163) war ein englischer Adliger.
Roger de Vautort entstammte der anglonormannischen Familie Vautort. Er war ein Sohn und der Erbe von Reginald de Vautort, der nach der normannischen Eroberung Englands umfangreiche Besitzungen in Südwestengland erworben hatte. 1129 bestätigte Roger die Stiftung von Modbury Priory, die sein Vater getätigt hatte, und erweiterte die Stiftung um die Kirche St Stephen bei Trematon. Nach dem Tod von König Heinrich I. unterstützte er wohl zunächst den neuen König Stephan von Blois, doch als Reginald de Dunstanville, ein unehelicher Sohn von Heinrich I., 1140 Earl of Cornwall wurde und den Thronanspruch seiner Halbschwester Matilda unterstützte, unterstützte Vautort ebenfalls Matilda. Als Besitzer von 59 Knight’s fees war Vautort der wichtigste Vasall von Earl Reginald, für den er mehrfach Urkunden bezeugte.
Roger heiratete Emma, deren Herkunft unbekannt ist. Sein Erbe wurde sein Sohn Ralph de Vautort.